# 巴基斯坦西隆鯰
巴基斯坦西隆鯰，為輻鰭魚綱鯰形目北非鯰科的其中一種，分布於亞洲印度、巴基斯坦、尼泊爾、孟加拉的淡水、半鹹水流域，體長可達183公分，棲息在底層水域，屬肉食性，可作為食用魚及遊釣魚。